# WildFly
WildFly je aplikacijski strežnik, ki je pred tem bil znan pod imenon JBoss. Napisan je v programskem jeziku Java in temelji na standardu Java EE ter je platformsko neodvisen. WildFly je upstream projekt komercialne različice aplikacijske platforme IBM Red Hat JBoss Enterprise Application Platform (EAP).

## Zgodovina
Leta 1999 je Marc Fleury začel zastonjski projekt, ki se je imenoval EJB-OSS in v okviru katerega je implementiral EJB API iz J2EE. Julija 2004 je bil s strani Suna certificiran na podlagi Compatibility Test Suite za J2EE 1.4. WildFly je tako postal prvi certificiran odprtokodni aplikacijski strežnik. Leta 2006 je Red Hat prevzel podjetje JBoss Inc. za 420 milijonov dolarjev.
Z različico 8 je bil JavaBeans Open Source Software Application Server ali kratko JBoss  AS preimenovan v WildFly. JBoss Community in drugi Red Hat JBoss produkti, kot je JBoss Enterprise Application Platform, pri tem niso bili preimenovi.
Različica 8.0 je bila uradno certificirana za Javo-EE 7, ki je bila izdana 2013. Java Persistence API je bil implementiran z uporabo ogrodja Hibernate.
Junija 2016 je Red Hat predstavil WildFly Swarm, ki je optimiziran za mikrostoritve. Junija 2018 so ga preimenovali v Thorntail. Slednji poleg JaveEE podpira tudi Eclipse MicroProfile.

## Pomembnejše različice
| Različica | Objavljeno | JavaEE različica | JavaSE različica | JBoss EAP     | Thorntail                |
| --------- | ---------- | ---------------- | ---------------- | ------------- | ------------------------ |
| 8         | 2014/02/11 | 7                |                  |               |                          |
| 9         | 2015/07/02 |                  |                  |               |                          |
| 10        | 2016/01/29 |                  | 8                | JBoss EAP 7.0 | WildFly Swarm 1.0.0Final |
| 11        | 2017/10/23 |                  |                  | JBoss EAP 7.1 | WildFly Swarm 2017.12.1  |
| 12        | 2018/02/28 | 7 + predogled 8  | 9                |               |                          |
| 13        | 2018/05/30 |                  | 10               |               |                          |
| 14        | 2018/08/30 | 8.               |                  |               |                          |
| 14.0.1    | 2018/09/05 |                  |                  | JBoss EAP 7.2 |                          |
| 15        | 2018/11/30 |                  | 11               |               | Thorntail 2.3.0Final     |
| 16        | 2019/02/27 |                  | 12               |               |                          |
| 17        | 2019/06/10 |                  | 13EA             |               |                          |
| 18        | 2019/10/03 |                  | 13               |               |                          |

## Poslovni model
WildFly je prosto dostopen program pod licenco GNU Lesser General Public License (LGPL) in se ga lahko vključno z izvorno kodo prenese s proizvajalčeve spletne strani. Razvoj se financira s pomočjo neobvezne naročnine na podporo imenovane Jboss Subscription, ki poleg podpore nudi tudi orodja za povečanje produktivnosti.
Red Hat ponuja komercialno podporo za lastno različico JBoss Enterprise Application Platform (JBoss EAP). Trenutna različica 7.2 je izšla januarja 2019 in temelji na Wildfly 14.0.1. 

## Nameni uporabe
WildFly ponuja posamezne storitve, ki jih je mogoče prosto konfigurirati. Vsaka od teh storitev je zapakirana v svoj JAR, ki ga posledično imenujemo Service Archive . 

## Lastnosti
- Aspektorientierte Programmierung (AOP) support
- Clustering
- Deployment API
- Distributed caching (z uporabo JBoss Cache, ki je samostojni produkt)
- Distributed deployment (farming)
- Enterprise JavaBeans versions 3 and 2.1
- Failover (including sessions)
- Hibernate integration (for persistence programming; Java Persistence API or JPA)
- Java Authentication and Authorization Service (JAAS)
- Java EE Connector Architecture (JCA) integration
- Java Management Extensions
- Java Message Service (JMS) integration
- Java Naming and Directory Interface (JNDI)
- Java Transaction API (JTA)
- Java Authorization Contract for Containers (JACC) integration
- JavaMail
- JavaServer Faces 2.2 (Mojarra)
- JavaServer Pages (JSP) / Java Servlet 2.1/2.5 (Tomcat)
- JBossWS (JBoss Web Services) for Java EE web services like JAX-WS
- JDBC
- Load Balancing
- Management API
- OSGi framework
- RMI-IIOP (JacORB, contraction of Java and CORBA)
- SOAP with Attachments API for Java (SAAJ)
- Teiid data virtualization system